# ロード・アーリマン
ロード・アーリマン (Lord Ahriman)(Mikael Svanberg、1972年10月又は11月 - )は、スウェーデンのヘヴィメタルミュージシャン。ダーク・フューネラルのギタリスト、作曲家であり、中心人物である。
現在、ダーク・フューネラルに在籍する唯一のオリジナルメンバーでもあり、アメリカ合衆国のデスメタルプロジェクト、Wolfen Societyのリズムギタリストでもある。ステージネームであるアーリマンは、ゾロアスター教の最高神であるアフラ・マズダーに対して、絶対悪としてあらわされる悪神のアンラ・マンユの中世ペルシア語名、Ahriman (ペルシア語: اهریمن)から採られている。

## 略歴

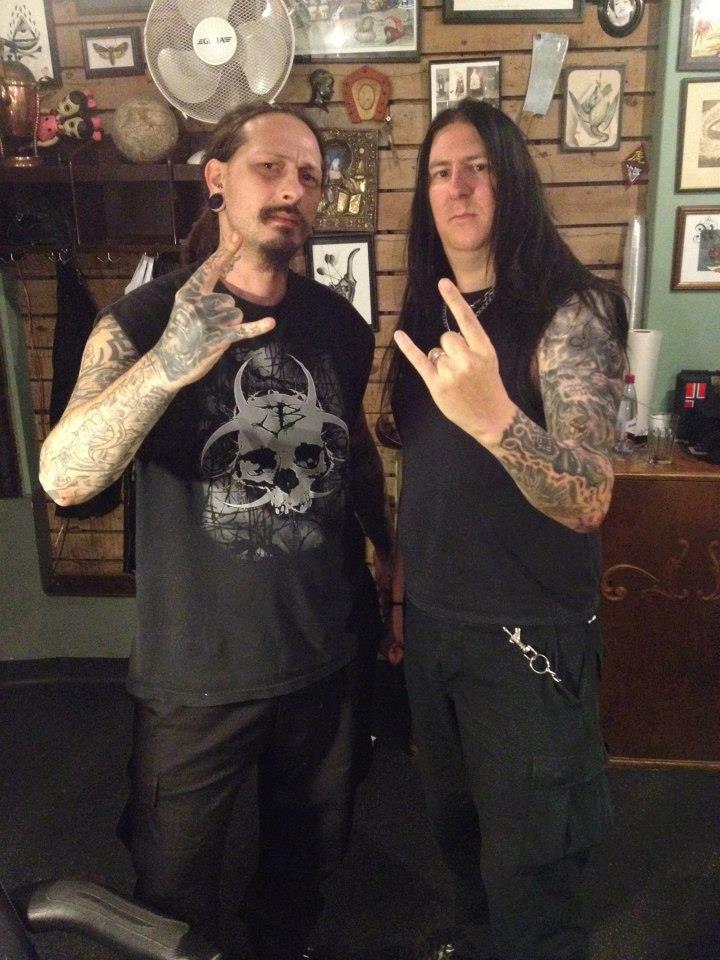
素顔のアーリマン(右)

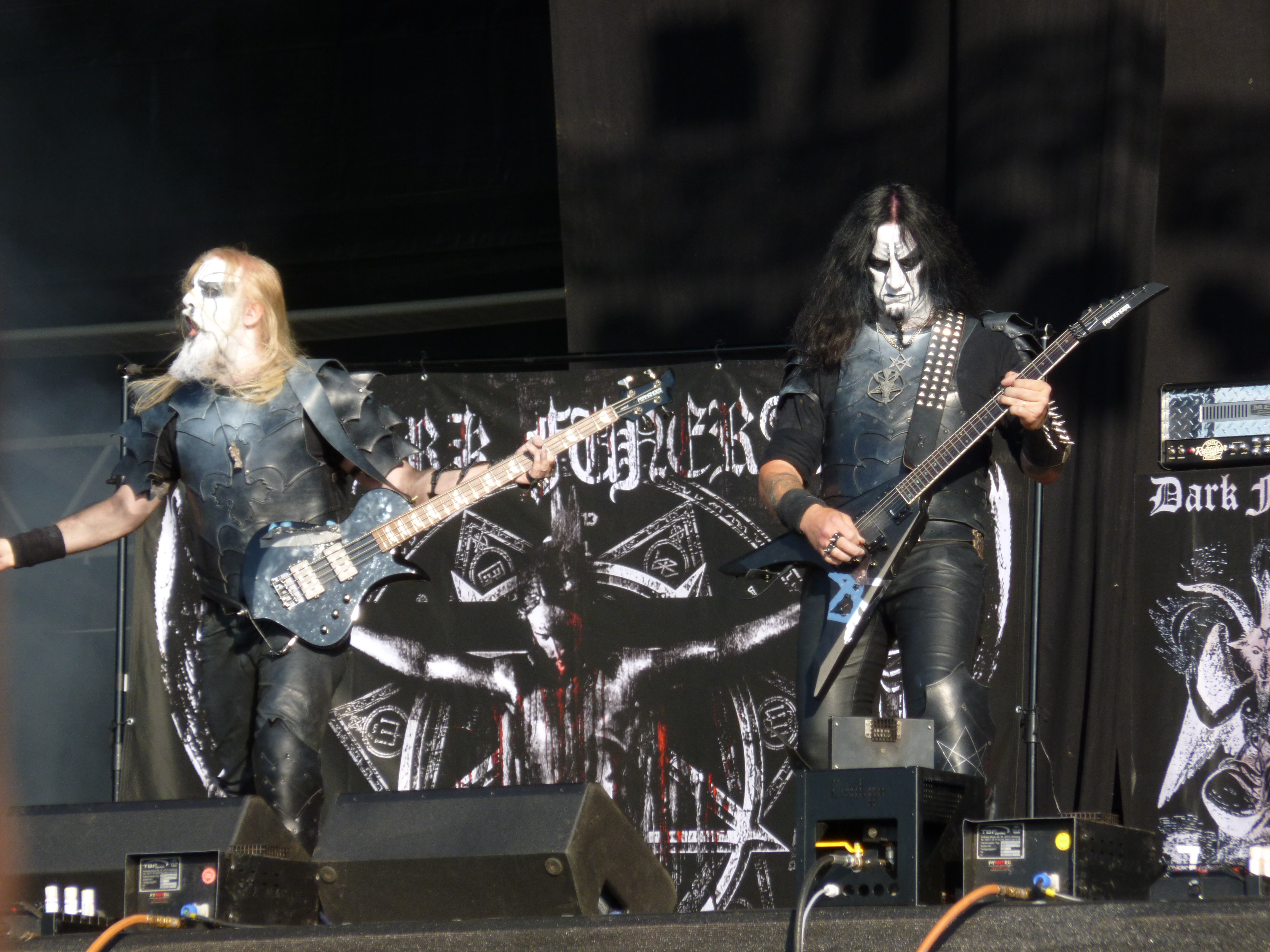
ダーク・フューネラル - ドイツ公演 (2012年)

スウェーデン北部の町、ルレオの出身で、幼いころから音楽に興味を持っていた。アーリマンは、音楽一家の出身で、彼の祖母、母、妹から影響を受けたと後に述べている。その後、1989年から音楽活動を始め、Satans Desciplesというバンドを結成する。
音楽活動を始める前、アーリマンは、サタニズム (アントン・ラヴェイの影響を受けている)と、エクストリーム・メタルに興味を持つようになり、内向的な性格となっていた。1992年に前述のSatans Desciplesでの活動に見切りをつけ、ストックホルムに引越す。引越した理由は、ストックホルムがエクストリーム・メタルの本場だったからである。
ストックホルムで、バンドメンバーを探し、1993年にダーク・フューネラルを結成。現在まで中心人物として活動している。また、サイドプロジェクトとして、アメリカ合衆国のデスメタルバンド、Acheronのヴィンセント・クロウリーと共にデスメタルプロジェクト、Wolfen Societyを結成。2001年にEPを1枚リリースしている。
ダーク・フューネラルがNo Fashion Recordsに在籍していた時期、ダーク・フューネラルの仕事に対する報酬の支払いを行わなかったので、アーリマンを含むメンバーはサイドプロジェクトでの活動を余儀なくされた。その結果、ダーク・フューネラルはNo Fashion Recordsを提訴し、"破綻した"レコード・レーベルへのキャンペーンの先頭に立つようになった。2008年10月、アーリマンとエンペラー・マグス・カリグラは、ダーク・フューネラルの全ての仕事に対する報酬を得ることができたと公表した。
ロード・アーリマンは既婚で、妻との間に2人の子供がいる。家族は、アーリマンの音楽活動に対して協力的であるという。

## ディスコグラフィー

### Dark Funeral

#### スタジオ・アルバム
- The Secrets Of The Black Arts – (1996)
- Vobiscum Satanas – (1998)
- Teach Children to Worship Satan – (2000, EP)
- Diabolis Interium – (2001)
- Attera Totus Sanctus – (2005)
- Angelus Exuro pro Eternus – (2009)

#### ライヴ・アルバム
- De Profundis Clamavi Ad Te Domine – (2004)

#### DVD
- Attera Orbis Terrarum - Part I – (2007)
- Attera Orbis Terrarum - Part II – (2008)

#### デモ
- Dark Funeral – (1994)

### Wolfen Society
- Conquer Divine – (2001)

### ゲスト参加
- The Electric Hellfire Club – Electronomicon (2002)
- Thookian Vortex – Track: Into The Nagual [co-writing] (2007)